# از خودگذشتگی (فیلم ۲۰۲۲)
از خودگذشتگی (به انگلیسی: Devotion) یک فیلم زندگی‌نامه‌ای، درام و جنگی آمریکایی محصول سال ۲۰۲۲ به نویسندگی جیک کرین و جاناتان استوارت و کارگردانی جی. دی. دیلارد است. این فیلم بر اساس کتاب از خودگذشتگی: داستانی حماسی از قهرمانی، دوستی و فداکاری نوشته آدام ماکوس است که رفاقت بین افسران نیروی دریایی جسی براون و توماس جی هادنر جونیور در طول جنگ کره را بازگو می‌کند. در این فیلم جاناتان میجرز، گلن پاول، کریستینا جکسون، جو جوناس، نیک هارگرو، اسپنسر نویل و توماس سادوسکی ایفای نقش می‌کنند.
این فیلم اولین بار در جشنواره بین‌المللی فیلم تورنتو در آی‌مکس در انتاریو پلیس در ۱۲ سپتامبر ۲۰۲۲ به نمایش درآمد و در ۲۳ نوامبر ۲۰۲۲ اکران شد. و بازخورد مثبتی از منتقدان دریافت کرد، ولی در گیشه با شکست مالی مواجهه شد.

## داستان
داستان واقعی حول محور خلبانان جنگنده زبده جسی براون و توماس جی هادنر جونیور می‌چرخد که در طول جنگ کره به معروف‌ترین وینگمن‌های نیروی دریایی ایالات متحده تبدیل شدند.

## تولید
فیلمبرداری در ۴ فوریه ۲۰۲۱ در ساوانا، جورجیا آغاز شد.

## موسیقی
چاندا دنسی، فارغ‌التحصیل مدرسه موسیقی یوسی‌سی تورنتون، موسیقی متن فیلم را می‌سازد، که توسط (لیک‌شور راکرس) منتشر شده است.

## بازخوردها

### پاسخ انتقادی
در وب‌سایت جمع‌آوری نقد راتن تومیتوز بر اساس برسی ۹۰ رای دارای امتیاز ۶٫۸ از ۱۰ مثبت هستند. اجماع منتقدان این وب‌سایت می‌گوید: «با ارج نهادن به تاریخ زندگی واقعی و در عین حال ارائه درام تأثیرگذار، این فیلم یک فیلم بیوگرافی سرراست است که با بازی‌های برجسته از بازیگران با استعداد بالا رفته است». در متاکریتیک، که از میانگین وزنی استفاده می‌کند، بر اساس رای ۲۷ منتقد، امتیاز ۶۶ از ۱۰۰ را به این فیلم اختصاص داد که نشان دهنده «بررسی‌های عموماً مطلوب» است.

### گیشه
این فیلم یک بمب گیشه در نظر گرفته می‌شود. به طورکلی کم درآمدترین باکس آفیس آخر هفته در چند دهه منتشر شد. پیش‌بینی می‌شد از ۳٫۴۰۰ سینما در حدود ۷ تا ۸ میلیون دلار فروش داشته باشد. آخر هفته افتتاحیه پنج روزه آن. این فیلم در روز اول اکران ۱٫۸ میلیون دلار به دست آورد که شامل ۶۱۵٫۰۰۰ دلار از پیش نمایش‌های سه‌شنبه شب بود.